# Pracochłonność
Pracochłonność – ilość pracy wykorzystanej do wytworzenia określonego dobra. Pracochłonność określa się w jednostkach czasu pracy na jednostkę produkcji. Wskaźnik pracochłonności informuje, ile czasu potrzeba do wykonania jednostki produkcji.
Wzór na wskaźnik pracochłonności ma postać:
{\displaystyle W={\frac {P}{n}},}
gdzie:
- {\displaystyle W} – wskaźnik pracochłonności,
- {\displaystyle P} – pracochłonność robót,
- {\displaystyle n} – ilość robót.

Odwrotnością pracochłonności jest wydajność (liczba wytworzonych produktów przypadających na ustaloną jednostkę czasu lub na jednego zatrudnionego pracownika).